# پاپفی سبزفام
پاپفی سبزفام (نام علمی: Haplophaedia aureliae)، گونه‌ای از مرغ مگس در «برلیانس»، تبار خورشیدرخشان‌تباران در زیرخانواده خورشیدیان است که در کلمبیا، اکوادور، پاناما و پرو یافت می‌شود.
پاپفی سبزفام احتمالاً جابجایی‌های ارتفاعی فصلی را انجام می‌دهد.